# ريناتو أولمي
ريناتو أولمي (بالإيطالية: Renato Olmi)‏ (مواليد 12 يوليو 1914) هو لاعب كرة قدم. يلعب مع منتخب إيطاليا لكرة القدم. سبق له أن لعب في كأس العالم لكرة القدم مع منتخب بلاده.

## روابط خارجية
- ريناتو أولمي على موقع قاعدة بيانات كرة القدم.إي يو (الإنجليزية)
- ريناتو أولمي على موقع ناشيونال فوتبول تيمز (الإنجليزية)
- ريناتو أولمي على موقع عالم كرة القدم.نت (الإنجليزية)